# مدیر غیرموظف
مدیر غیر موظف (انگلیسی: Non-executive director) عضو غیر موظف هیئت مدیره یا مدیر غیر اجرایی، در شرکت‌های سهامی، به مدیرانی اطلاق می‌گردد، که تنها مسئولیت ناشی از عضویت در هیئت مدیره شرکت را برعهده داشته و در شرکت حضور فیزیکی و مسئولیت اجرایی ندارند. مدیران غیر موظف، تنها در ساعات تشکیل جلسات هیئت مدیره حضور دارند و اغلب بعنوان مشاور مدیران ارشد عمل می‌نمایند و ارتباط کاری دیگری با شرکت ندارند. این مدیران به مثابه وکیل شرکت بوده که حقوق و اختیارات شرکت را طبق مقررات مصوب و اساسنامه شرکت اجرا می‌نمایند.